# Senyoria de Conflans
Conflans fou una senyoria feudal francesa a la Xampanya. El primer senyor conegut fou Guiu (+ vers 1103) casat amb Hildegarda de Reynel fill de Tibald I comte de Reynel. El va succeir el seu fill Ebles, i després el seu germà Robert. Aquest va tenir dos fills, Ebles i Bartomeu.